# Purgatory (deutsche Band)

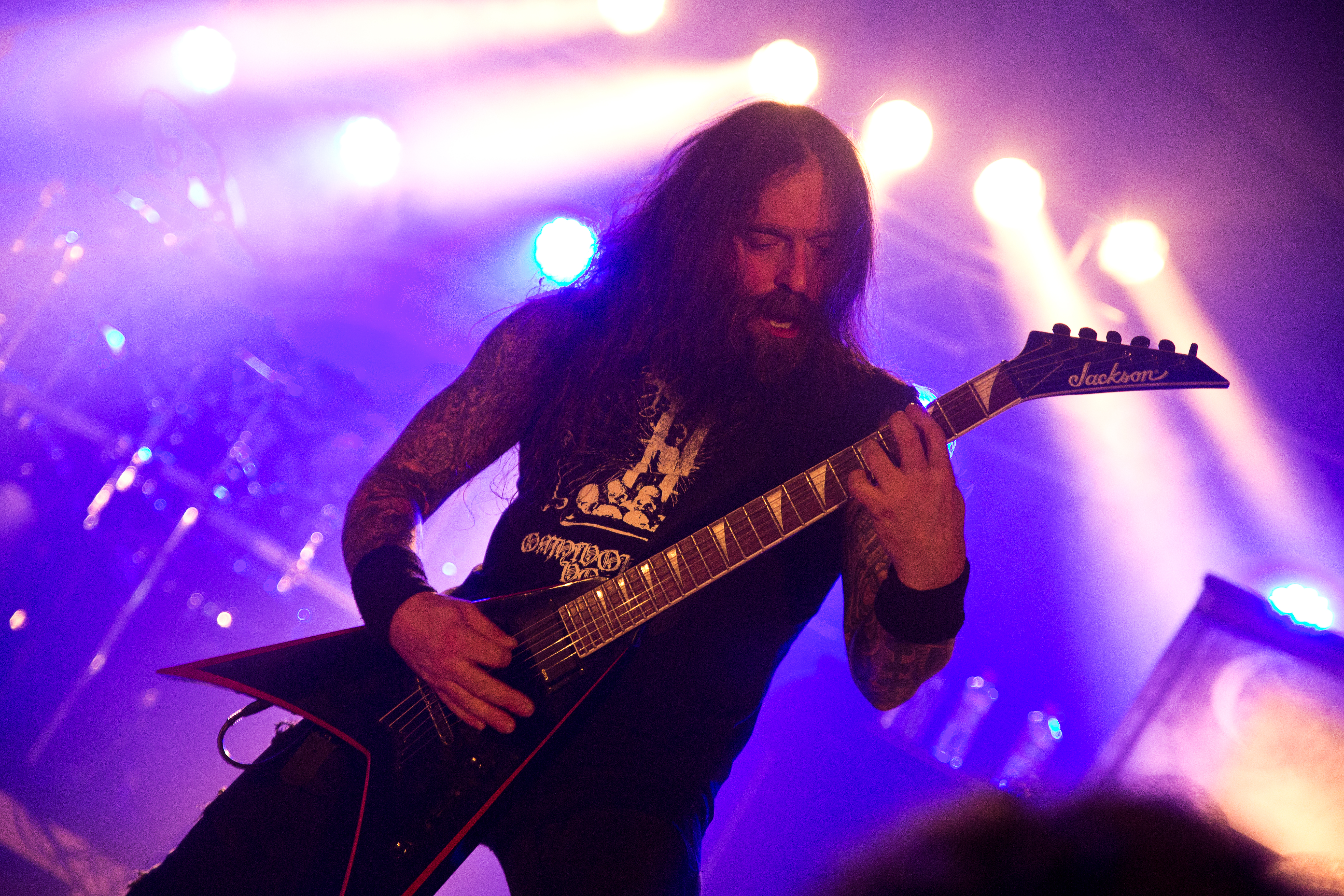
René an der Gitarre auf dem Party.San 2016

Purgatory ist eine deutsche Death-Metal-Band aus Nossen. Sie spielen Old-School-Death-Metal.

## Geschichte
Die Band wurde 1993 von den Musikern der Bands Musical Massacre und Procession gegründet.
Nach dem ersten Demo kamen sie bei dem deutschen Musiklabel Perverted Taste unter Vertrag und nahm die Single-EP Psychopathia Sexualis auf (– für die Herkunft der Bezeichnung, siehe: Psychopathia sexualis). Im Herbst 1996 wurde dann das Debütalbum der Band veröffentlicht.
Nach zehn Jahren Zusammenarbeit mit dem Label Perverted Taste wechselte Purgatory im Frühjahr 2004 das Label, da Perverted Taste laut Angabe der Band zu sehr auf seinen Mailorder-Versand konzentriert war. Man unterschrieb einen Vertrag bei Animate Records.

## Diskografie
- 1993: Live … Perversion (Demo)
- 1994: Psychopathia Sexualis (Single/7"-EP)
- 1995: Sadístic Spell (7”-Single)
- 1996: Damage Done by Worms
- 1997: Split-EP mit Seirim
- 1997: Bestial
- 2000: Blessed with Flames of Hate
- 2003: Split-10”-EP mit Polymorph
- 2004: Luciferianism
- 2008: Cultus Luciferi – The Splendour of Chaos
- 2011: Necromantaeon
- 2013: Deathkult – Grand Ancient Arts[1]
- 2016: Ωmega Void Tribvnal

## Coverversionen
Die Band spielte für die Split-EP mit Polymorph zwei Coverversionen ein. Fiend for Blood von Autopsy und Corporation Pull In von Terrorizer.
Auf dem zweiten Album Bestial wurde das Lied Boneyard von Impetigo gecovert. Auf dem dritten Album coverte die Band The Rack von Asphyx, auf dem vierten Album das Lied Judas Billygoats / Judasböcke von Lemming Project und auf dem neuesten Album Pits of Utumno von Morgoth.